# Moleskine

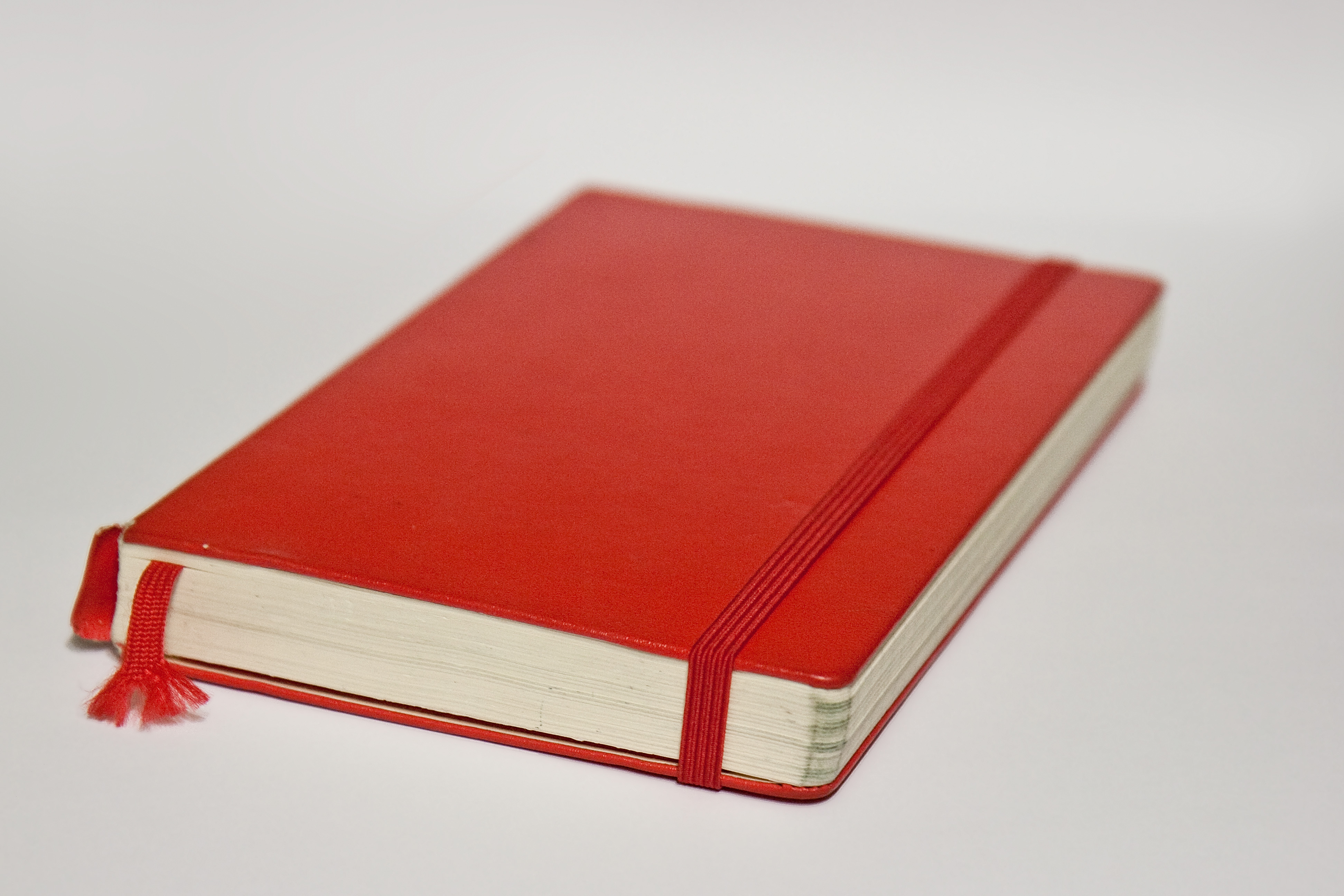
Moleskine-notitieboekje

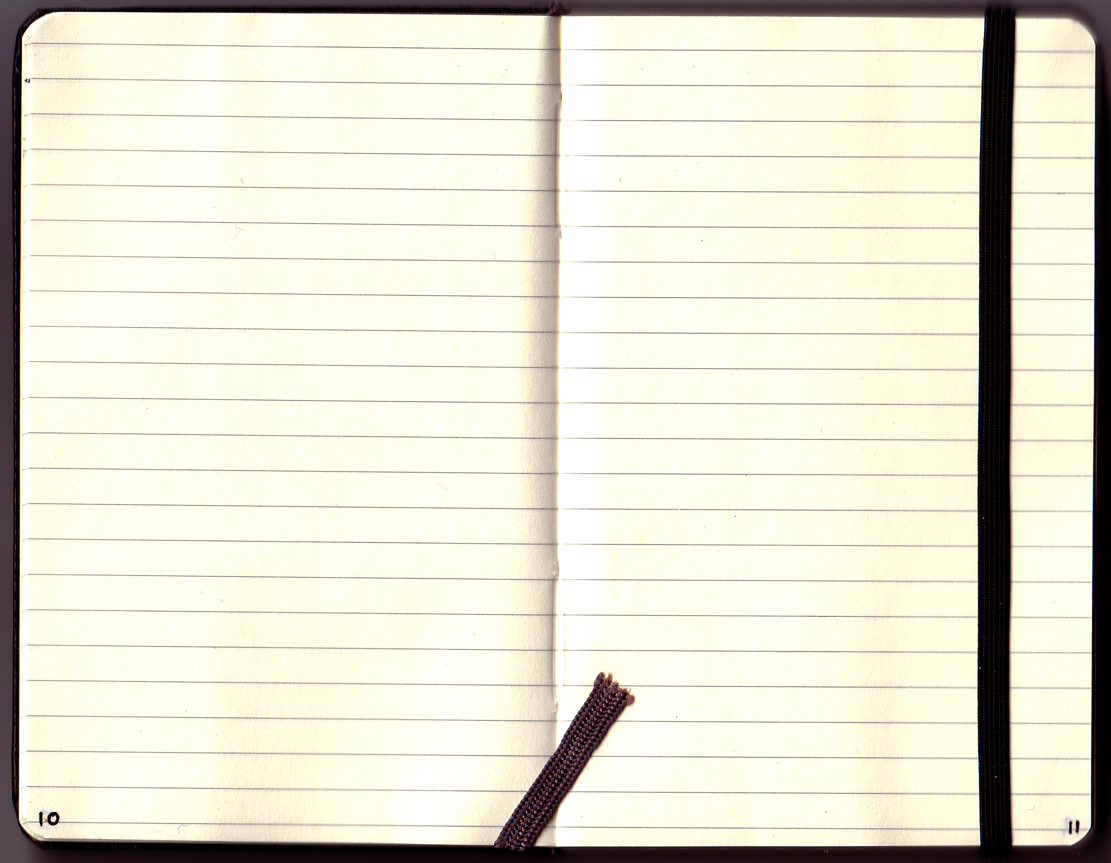
Een opengeslagen notitieboekje van Moleskine met gelinieerde bladzijden. Rechts een elastiek, in het midden een lint dat dienstdoet als bladwijzer.

Moleskine is een merknaam van het Italiaanse Moleskine Srl, dat onder meer notitieboekjes en schetsboeken produceert. Het bedrijf borduurt hiermee voort op de populariteit van soortgelijke notitieboekjes onder 19e- en 20e-eeuwse Europese kunstenaars en schrijvers.

## Fabricage
Moleskineproducten worden in Italië ontworpen, maar de meeste worden in China gedrukt en gebonden. Sinds 2008 worden in Turkije sommige artikelen van groter formaat gefabriceerd. Het aquarelpapier wordt door een gespecialiseerde Franse fabrikant geleverd. De notitieboekjes worden gemaakt van zuurvrij papier.
Kenmerkend voor de notitieboekjes zijn het elastiek waarmee het boekje gesloten wordt gehouden, het crèmekleurige papier met afgeronde hoeken, het lint dat dienstdoet als bladwijzer en het uitklapbare opbergvakje helemaal achterin.

## Geschiedenis
Nadat de productie van dergelijke in Frankrijk gemaakte notitieboekjes in 1986 was gestaakt, besloot de kleine Milanese uitgever Modo&Modo SpA in 1997 de productie ervan onder de naam Moleskine te hervatten. De naam Moleskine zou daarbij zijn ontleend aan het boek The Songlines, De gezongen aarde, uit 1986 van de Engelse romanschrijver en auteur van reisverhalen Bruce Chatwin. Hierin beschrijft hij de notitieboekjes die hij tijdens zijn reizen gebruikte en vertelt hij hoe een Parijse handelaar in kantoorbenodigdheden hem op een dag in 1986 meedeelde dat de Franse fabrikant van de boekjes, een klein familiebedrijf in Tours, na het overlijden van de eigenaar met de productie was gestopt. Chatwin legt de winkelier daarbij de woorden in de mond: Le vrai Moleskine n'est plus, "De echte Moleskine is niet meer".
In 1999 breidde het Italiaanse bedrijf zijn distributienetwerk tot andere Europese landen en de Verenigde Staten uit. Vanaf 2004 leverde het ook aan Japan en van daaruit aan de rest van Azië.
Schrijvers en schilders als Oscar Wilde, Ernest Hemingway, Vincent van Gogh, Pablo Picasso en Henri Matisse gebruikten reeds soortgelijke zwarte notitieboekjes. Modo&Modo zou met de Moleskineboekjes dan ook een lange traditie voortzetten. Het hoofd van de marketingafdeling van Modo&Modo, Francesco Franceschi, gaf in 2004 echter toe dat de verwijzing naar deze beroemdheden onderdeel van de verkoopstrategie was, aangezien de merknaam Moleskine pas in 1996 was geregistreerd.
In de herfst van 2006 nam het Franse beleggingsfonds SG Capital Europe, van de Société Générale, het Italiaanse bedrijf over om te investeren in de verdere groei. Sinds 1 januari 2007 heet het bedrijf Moleskine Srl. In september 2016 nam de Belgische onderneming Autogroep D'Ieteren een belang van 41 procent in het bedrijf.
Volgens een artikel in het Duitse tijdschrift Brand Eins werden de notitieboekjes in 2008 in 14.000 winkels verkocht, waarvan 65% boekwinkels, in 53 landen.
In april 2011 lanceerde Moleskine een app voor iOS.
Eind september 2016 verwierf de Belgische groep D'Ieteren een participatie van 41% in Moleskine, een beursgenoteerde Italiaanse vennootschap met hoofdzetel in Milaan. Na het lanceren van een verplicht overnamebod overtrof D'Ieteren de drempel van 95%. Dit gaf de Belgische groep het recht een squeeze-out-procedure te lanceren, om de volledige controle over Moleskine te krijgen. D'Ieteren wenste vervolgens over te gaan tot het schrappen van Moleskines notering op de beurs van Milaan.